# Veli Lošinj
Veli Lošinj (en italien: Lussingrande)  est une localité de Croatie située sur l'île de Lošinj et dans la municipalité de Mali Lošinj, comitat de Primorje-Gorski Kotar. En 2001, la localité comptait 917 habitants.
Autour de la localité, des pinèdes dont beaucoup furent plantées au XIXe siècle, déroulent des kilomètres de sentiers ombragés le long de baies rocailleuses. Leurs eaux abritent une centaine de dauphins côtiers, que menacent la surpêche et l'augmentation du trafic maritime durant la période touristique. L'association Blue World, créée en 1999, se consacre au recensement de ces mammifères marins et à l'étude de leur comportement. 

## Démographie
| 1948  | 1953 | 1961 | 1971 | 1981 | 1991 | 2001 |
| ----- | ---- | ---- | ---- | ---- | ---- | ---- |
| 1 060 | 813  | 852  | 868  | 906  | 994  | 917  |